# Peder Møller (gymnast)
 For alternative betydninger, se Peder Møller. (Se også artikler, som begynder med Peder Møller)
Peder Møller (født 28. februar 1897 i København, død 17. oktober 1984 smst.) eller Peter Møller var en dansk gymnast, som deltog i OL 1920.

## Gymnastikkarriere
Sammen med 19 andre danske deltagere deltog han i holdgymnastik efter frit system ved OL 1920 i Antwerpen. Kun to nationer stillede op, og Danmark fik 51,35 point på førstepladsen, mens Norge vandt sølv med 48,55 point.